# Lijst van voetbalinterlands Ghana - Senegal
Deze lijst van voetbalinterlands is een overzicht van alle officiële voetbalwedstrijden tussen de nationale teams van Ghana en Senegal. De Afrikaanse landen hebben tot op heden twaalf keer tegen elkaar gespeeld. De eerste ontmoeting was een groepswedstrijd tijdens de Afrika Cup 1968 op 12 januari 1968 in Asmara (toenmalig Ethiopië). Het laatste duel, een vriendschappelijke wedstrijd, werd gespeeld op 28 maart 2015 in Le Havre (Frankrijk).

## Wedstrijden
| №  | Plaats       | Datum            | Competitie                   | Wedstrijd       | Uitslag |
| -- | ------------ | ---------------- | ---------------------------- | --------------- | ------- |
| 1  | Asmara       | 12 januari 1968  | Afrika Cup 1968              | Ghana − Senegal | 2 − 2   |
| 2  | Accra        | 1 december 1968  | Vriendschappelijk            | Ghana − Senegal | 2 − 0   |
| 3  | Accra        | 6 april 1973     | Afrika Cup 1974 kwalificatie | Ghana − Senegal | 3 − 2   |
| 4  | Dakar        | 21 april 1973    | Afrika Cup 1974 kwalificatie | Senegal − Ghana | 1 − 0   |
| 5  | Yaoundé      | 4 mei 1982       | Vriendschappelijk            | Ghana − Senegal | 0 − 0   |
| 6  | Kuala Lumpur | 20 augustus 1982 | Vriendschappelijk            | Senegal − Ghana | 2 − 2   |
| 7  | Sousse       | 31 mei 1994      | Afrika Cup 1994              | Ghana − Senegal | 1 − 0   |
| 8  | Londen       | 17 augustus 2005 | Vriendschappelijk            | Senegal − Ghana | 0 − 0   |
| 9  | Port Said    | 27 januari 2006  | Afrika Cup 2006              | Ghana − Senegal | 1 − 0   |
| 10 | Londen       | 21 augustus 2007 | Vriendschappelijk            | Ghana − Senegal | 1 − 1   |
| 11 | Mongomo      | 19 januari 2015  | Afrika Cup 2015              | Ghana − Senegal | 1 − 2   |
| 12 | Le Havre     | 28 maart 2015    | Vriendschappelijk            | Ghana − Senegal | 1 − 2   |

## Samenvatting
| Competitie              | Totaal gespeeld | Winst Ghana | Gelijk | Winst Senegal | Doelsaldo Ghana – Senegal |
| ----------------------- | --------------- | ----------- | ------ | ------------- | ------------------------- |
| Afrika Cup              | 4               | 2           | 1      | 1             | 5 − 4                     |
| Afrika Cup-kwalificatie | 2               | 1           | 0      | 1             | 3 − 3                     |
| Vriendschappelijk       | 6               | 1           | 4      | 1             | 6 − 5                     |
| Totaal                  | 12              | 4           | 5      | 3             | 14 − 12                   |

## Details

### Negende ontmoeting
| Afrika Cup 2006 (Port Said, Egypte, 27 januari 2006): |       |         |
| Ghana                                                 | 1 – 0 | Senegal |
| Matthew Amoah 13'                                     | goals |         |

### Tiende ontmoeting
| Vriendschappelijk (Londen, Verenigd Koninkrijk, 21 augustus 2007): |       |                    |
| Ghana                                                              | 1 – 1 | Senegal            |
| Asamoah Gyan 43'                                                   | goals | 72' El Hadji Diouf |

### Elfde ontmoeting
| Afrika Cup 2015 (Mongomo, Equatoriaal-Guinea, 19 januari 2015): |       |                                 |
| Ghana                                                           | 1 – 2 | Senegal                         |
| André Ayew 14' (pen.)                                           | goals | 58' Mame Diouf 90+3' Moussa Sow |

### Twaalfde ontmoeting
| Vriendschappelijk (Le Havre, Frankrijk, 28 maart 2015):   |       |                                     |
| Ghana                                                     | 1 – 2 | Senegal                             |
| Yiadom Boakye 84'                                         | goals | 66' Moussa Konaté 76' Moussa Konaté |
| - Debuut van Abdoulaye Diallo (Le Havre AC) voor Senegal. |       |                                     |

GFA · A-internationals · Selecties ·  Bondscoaches · Ghanees vrouwenelftal · Ghana U21 · Ghana U20 · Ghana U19 · Ghana U18 · Ghana U17
1950 – 1959 ·
1960 – 1969 ·
1970 – 1979 ·
1980 – 1989 ·
1990 – 1999 ·
2000 – 2009 ·
2010 – 2019 ·
2020 − 2029
WK 2006 ·
WK 2010 · 
WK 2014
OS 1964 · 
OS 1968 · 
OS 1972 · 
OS 1976 · 
OS 1992 · 
OS 1996 ·
OS 2004
1950 · 
1951 · 
1952 · 
1953 · 
1954 · 
1955 · 
1956 · 
1957 · 
1958 · 
1959 · 
1960 · 
1961 · 
1962 · 
1963 · 
1964 · 
1965 · 
1966 · 
1967 · 
1968 · 
1969 · 
1970 · 
1971 · 
1972 · 
1973 · 
1974 · 
1975 · 
1976 · 
1977 · 
1978 · 
1979 · 
1980 · 
1981 · 
1982 · 
1983 · 
1984 · 
1985 · 
1986 · 
1987 · 
1988 · 
1989 · 
1990 · 
1991 · 
1992 · 
1993 · 
1994 · 
1995 · 
1996 · 
1997 · 
1998 · 
1999 · 
2000 · 
2001 · 
2002 · 
2003 · 
2004 · 
2005 · 
2006 · 
2007 · 
2008 · 
2009 · 
2010 · 
2011 · 
2012 · 
2013 ·
2014 ·
2015 ·
2016 ·
2017 ·
2018 ·
2019 ·
2020 ·
2021 ·
2022 ·
2023
Algerije ·
Angola ·
Argentinië ·
Australië ·
Benin ·
Bosnië en Herzegovina ·
Botswana ·
Brazilië ·
Burkina Faso ·
Burundi ·
Canada ·
Centraal-Afrikaanse Republiek ·
Chili ·
China ·
Comoren ·
Congo-Brazzaville ·
Congo-Kinshasa ·
Cuba ·
DDR ·
Denemarken ·
Duitsland ·
Egypte ·
Engeland ·
Equatoriaal-Guinea ·
Eritrea ·
Ethiopië ·
Gabon ·
Gambia ·
Griekenland ·
Guinee ·
Guinee-Bissau ·
IJsland ·
India ·
Indonesië ·
Irak ·
Iran ·
Italië ·
Ivoorkust ·
Jamaica ·
Japan ·
Joegoslavië ·
Kaapverdië ·
Kameroen ·
Kenia ·
Lesotho ·
Letland ·
Liberia ·
Libië ·
Madagaskar ·
Malawi ·
Maleisië ·
Mali ·
Marokko ·
Mauritius ·
Mexico ·
Montenegro · 
Mozambique ·
Namibië ·
Nederland ·
Nicaragua ·
Nieuw-Zeeland ·
Niger ·
Nigeria ·
Noorwegen ·
Oeganda ·
Oostenrijk ·
Portugal ·
Qatar ·
Rusland ·
Rwanda ·
Saoedi-Arabië ·
Sao Tomé en Principe ·
Senegal ·
Servië ·
Sierra Leone ·
Singapore ·
Slovenië ·
Soedan ·
Somalië ·
Swaziland ·
Tanzania ·
Thailand ·
Togo ·
Tsjaad ·
Tsjechië ·
Tunesië ·
Turkije ·
Uruguay ·
Verenigde Staten ·
Zambia ·
Zimbabwe ·
Zuid-Afrika ·
Zuid-Korea ·
Zwitserland
Brazilië (2006) · 
Duitsland (2014) ·
Italië (2006) · 
Ivoorkust (2015) · 
Portugal (2014) ·
Servië (2010) · 
Tsjechië (2006) · 
Verenigde Staten (2006) · 
Verenigde Staten (2014)
FSF · 
A-internationals · 
Bondscoaches · Selecties · Senegalees vrouwenelftal · 
Olympisch elftal
1960 – 1969 · 
1970 – 1979 · 
1980 – 1989 · 
1990 – 1999 · 
2000 – 2009 · 
2010 – 2019 · 
2020 – 2029
WK 2002 · 
WK 2018 ·
WK 2022
OS 2012
1959 · 
1960 · 
1961 · 
1962 · 
1963 · 
1964 · 
1965 · 
1966 · 
1967 · 
1968 · 
1969 · 
1970 · 
1971 · 
1972 · 
1973 · 
1974 · 
1975 · 
1976 · 
1977 · 
1978 · 
1979 · 
1980 · 
1981 · 
1982 · 
1983 · 
1984 · 
1985 · 
1986 · 
1987 · 
1988 · 
1989 · 
1990 · 
1991 · 
1992 · 
1993 · 
1994 · 
1995 · 
1996 · 
1997 · 
1998 · 
1999 · 
2000 · 
2001 · 
2002 · 
2003 · 
2004 · 
2005 · 
2006 · 
2007 · 
2008 · 
2009 · 
2010 · 
2011 · 
2012 · 
2013 · 
2014 ·
2015 ·
2016 ·
2017 ·
2018 ·
2019 ·
2020 ·
2021 ·
2022 ·
2023
Algerije ·
Angola ·
Benin ·
Bolivia ·
Bosnië en Herzegovina ·
Botswana ·
Brazilië ·
Burkina Faso ·
Burundi ·
Centraal-Afrikaanse Republiek ·
Chili ·
China ·
Colombia · 
Congo-Brazzaville ·
Congo-Kinshasa ·
Denemarken ·
Ecuador ·
Egypte ·
Engeland ·
Equatoriaal-Guinea ·
Eritrea ·
Ethiopië ·
Frankrijk ·
Gabon ·
Gambia ·
Ghana ·
Griekenland ·
Guinee ·
Guinee-Bissau ·
Indonesië ·
Iran ·
Ivoorkust ·
Japan ·
Kaapverdië ·
Kameroen ·
Kenia ·
Kosovo ·
Kroatië · 
Lesotho ·
Liberia ·
Libië ·
Luxemburg ·
Madagaskar ·
Malawi ·
Maleisië ·
Mali ·
Marokko ·
Mauritanië ·
Mauritius ·
Mexico ·
Mozambique ·
Namibië ·
Nederland ·
Niger ·
Nigeria ·
Noorwegen ·
Oeganda ·
Oezbekistan ·
Oman ·
Polen ·
Qatar ·
Rwanda ·
Saoedi-Arabië ·
Sierra Leone ·
Soedan ·
Swaziland ·
Tanzania ·
Togo ·
Tunesië ·
Turkije ·
Uruguay ·
Verenigde Arabische Emiraten ·
Zambia ·
Zimbabwe ·
Zuid-Afrika ·
Zuid-Korea ·
Zuid-Soedan ·
Zweden
Algerije (2019, 2) ·
Colombia (2018) ·
Denemarken (2002) ·
Engeland (2022) ·
Frankrijk (2002) ·
Japan (2018) ·
Nederland (2022) ·
Polen (2018) ·
Uruguay (2002)